# أندرو كيس
أندرو كيس هو رسام كندي، ولد في 1946.